# Europejski Festiwal Lekkoatletyczny 2010
10. Europejski Festiwal Lekkoatletyczny  Enea Cup – mityng lekkoatletyczny, który odbył się w niedzielę 6 czerwca 2010 na stadionie imienia Zdzisława Krzyszkowiaka w Bydgoszczy. Zawody znalazły się w kalendarzu European Athletics Outdoor Premium Meetings w związku z czym należą do grona najważniejszych mityngów organizowanych w Europie pod egidę Europejskiego Stowarzyszenia Lekkoatletycznego.
Mityng był eliminacją do reprezentacji Polski na drużynowe mistrzostwa Europy w norweskim Bergen.
Wydarzeniem zawodów był rekord świata Anity Włodarczyk w rzucie młotem – 78,30 m.

## Rezultaty

### Mężczyźni
| Konkurencja:                  | 1. miejsce            | Wynik   | 2. miejsce        | Wynik   | 3. miejsce         | Wynik   |
| Bieg na 400 m                 | Jamaal Torrance       | 45,74   | Piotr Klimczak    | 45,89   | Marcin Marciniszyn | 46,07   |
| Bieg na 800 m                 | Marcin Lewandowski    | 1:47,95 | Adam Kszczot      | 1:48,44 | Adam Czerwiński    | 1:48,57 |
| Bieg na 110 m przez płotki    | Ty Akins              | 13,47   | Ryan Wilson       | 13,49   | Artur Noga         | 13,56   |
| Bieg na 400 m przez płotki    | Louis Jacob van Zyl   | 48,87   | David Greene      | 48,96   | Justin Gaymon      | 49,13   |
| Bieg na 3000 m z przeszkodami | Elijah Chelimo        | 8:16,56 | Patrick Teger     | 8:19,67 | Collins Kosgei     | 8:20,72 |
| Trójskok                      | Adrian Świderski      | 16,14   | Paweł Kruhlik     | 16,09   | Michał Lewandowski | 16,06   |
| Skok o tyczce                 | Przemysław Czerwiński | 5,65    | Tobias Scherbarth | 5,60    | Łukasz Michalski   | 5,50    |
| Pchnięcie kulą                | Christian Cantwell    | 21,50   | Dylan Armstrong   | 21,25   | Tomasz Majewski    | 21,22   |
| Rzut dyskiem                  | Piotr Małachowski     | 67,56   | Róbert Fazekas    | 64,18   | Zoltán Kővágó      | 63,40   |
| Rzut młotem                   | Siergiej Litwinow     | 78,76   | Krisztián Pars    | 77,96   | Dilszod Nazarow    | 77,71   |
| Rzut oszczepem                | Igor Janik            | 79,87   | Paweł Roziński    | 76,60   | Robert Szpak       | 76,31   |

### Kobiety
| Konkurencja:               | 1. miejsce         | Wynik   | 2. miejsce             | Wynik   | 3. miejsce              | Wynik   |
| Bieg na 100 m              | Weronika Wedler    | 11,65   | Marika Popowicz        | 11,68   | Anna Kiełbasińska       | 11,86   |
| Bieg na 200 m              | Cydonie Mothersill | 22,84   | Rosemarie Whyte        | 22,87   | Julia Czermoszanska     | 22,93   |
| Bieg na 800 m              | Eglė Balčiūnaitė   | 2:01,96 | Winny Chebet           | 2:02,42 | Angelika Cichocka       | 2:02,62 |
| Bieg na 100 m przez płotki | Perdita Felicien   | 12,99   | Delloreen Ennis-London | 13,02   | Priscilla Lopes-Schliep | 13,05   |
| Bieg na 400 m przez płotki | Eilidh Child       | 55,17   | Angela Moroșanu        | 55,25   | Anna Jesień             | 55,26   |
| Skok wzwyż                 | Justyna Kasprzycka | 1,88 PB | Urszula Domel          | 1,85    | Kamila Stepaniuk        | 1,85    |
| Skok o tyczce              | Anna Rogowska      | 4,71 SB | Kate Dennison          | 4,50    | Julia Gołubczikowa      | 4,50    |
| Skok w dal                 | Tatiana Kotowa     | 6,66    | Funmi Jimoh            | 6,59    | Małgorzata Trybańska    | 6,57    |
| Rzut młotem                | Anita Włodarczyk   | 78,30   | Betty Heidler          | 74,10   | Kathrin Klaas           | 71,91   |